# Дюссельдорфская и всей Германии епархия
Дюссельдорфская и всей Германии епа́рхия (серб. Српска православна епархија диселдорфска и њемачка, нем. Diözese von Düsseldorf und ganz Deutschland) — епархия Сербской православной церкви на территории Германии. Кафедра епископа расположена в Дюссельдорфе.

## История
Франкфуртская и всей Германии епархия была создана 6 декабря 1990 года в ходе внеочередного заседания архиерейского собора путём разделения существовавшей ранее Западноевропейской епархии на две епархии: Британско-Скандинавскую с центром в Стокгольме и Среднеевропейскую с центром в Химельстире, районе Хильдесхайма. На первоначальном этапе в состав Среднеевропской епархии вошли приходы на территории Германии, Австрии, Швейцарии, Испании и Италии. 23 мая 1991 года протосинкелл Константин (Джокич), бывший профессор Семинарии в Сремских Карловцах был избран первым епископом Среднеевропейской епархии.
В 1994 году территория Италии была присоединена к Загребско-Люблянской митрополии, а Испания к восстановленной Западноевропейской епархии. В составе Среднеевропейской епархии остались приходы в Германии, Австрии и Швейцарии.
К маю 2011 года Среднеевропейская епархия, включавшая в себя Австрию, Швейцарию и Германию, насчитывала сербов, более 870 тысяч сербов, проживавших на её территории, что делало епархию одной из крупнейших в Сербской православной церкви по числу потенциальных прихожан. Как отметил епископ Ириней (Булович), «в епархии проживало сербов больше, чем в таких странах как Черногория и Хорватия вместе взятых».
В связи с этим 23 мае 2011 года решением Архиерейского Собора СПЦ была образована Австрийско-Швейцарская епархия, куда вошла территория Австрии, Швейцарии и Италии.
22 мая 2015 года она была переименована в Франкфуртскую и всей Германии епархию. В ноябре 2018 года переименована в Дюссельдорфскую и всей Германии.

## Епископы
- 21 июля 1991 — 28 мая 2013 — Константин (Джокич)
- 28 мая 2013 — 26 июля 2014 — Ириней (Гаврилович)  в/у, патриарх Сербский
- 26 июля 2014 — 24 мая 2017 — Сергий (Каранович)
- 24 мая 2017 — 10 мая 2018 — Андрей (Чилерджич) в/у, еп. Австрийско-Швейцарский
- с 10 мая 2018 — Григорий (Дурич)

## Архиерейские наместничества
Деление на архиерейские наместничества (благочиния) согласно официальному сайту:
- Архиерейское наместничество Баварии
- Архиерейское наместничество Южной Германии
- Архиерейское наместничество Северной и Восточной Германии
- Архиерейское наместничество Северного Рейна и Вестфалии

## Монастыри
- Монастырь Пресвятой Богородицы (мужской; Хильмештир, Хилдесхайм)
- Скит Святого Спиридона (мужской; Гайльнау, Рейнланд-Пфальц)
- Благовещенская Иустинова пустынь (мужской, деревня Айтерфельд, Гессен)